# Veszprém (condado)
Veszprém é um condado (megye em húngaro) da Hungria. Sua capital é a cidade de Veszprém.